# Jean Bugatti
Gianoberto Maria Carlo Bugatti, detto semplicemente Jean, (Colonia, 15 gennaio 1909 – Duppigheim, 11 agosto 1939) è stato un ingegnere e imprenditore italiano, figlio di Ettore Bugatti.

## Biografia

### Infanzia e giovinezza

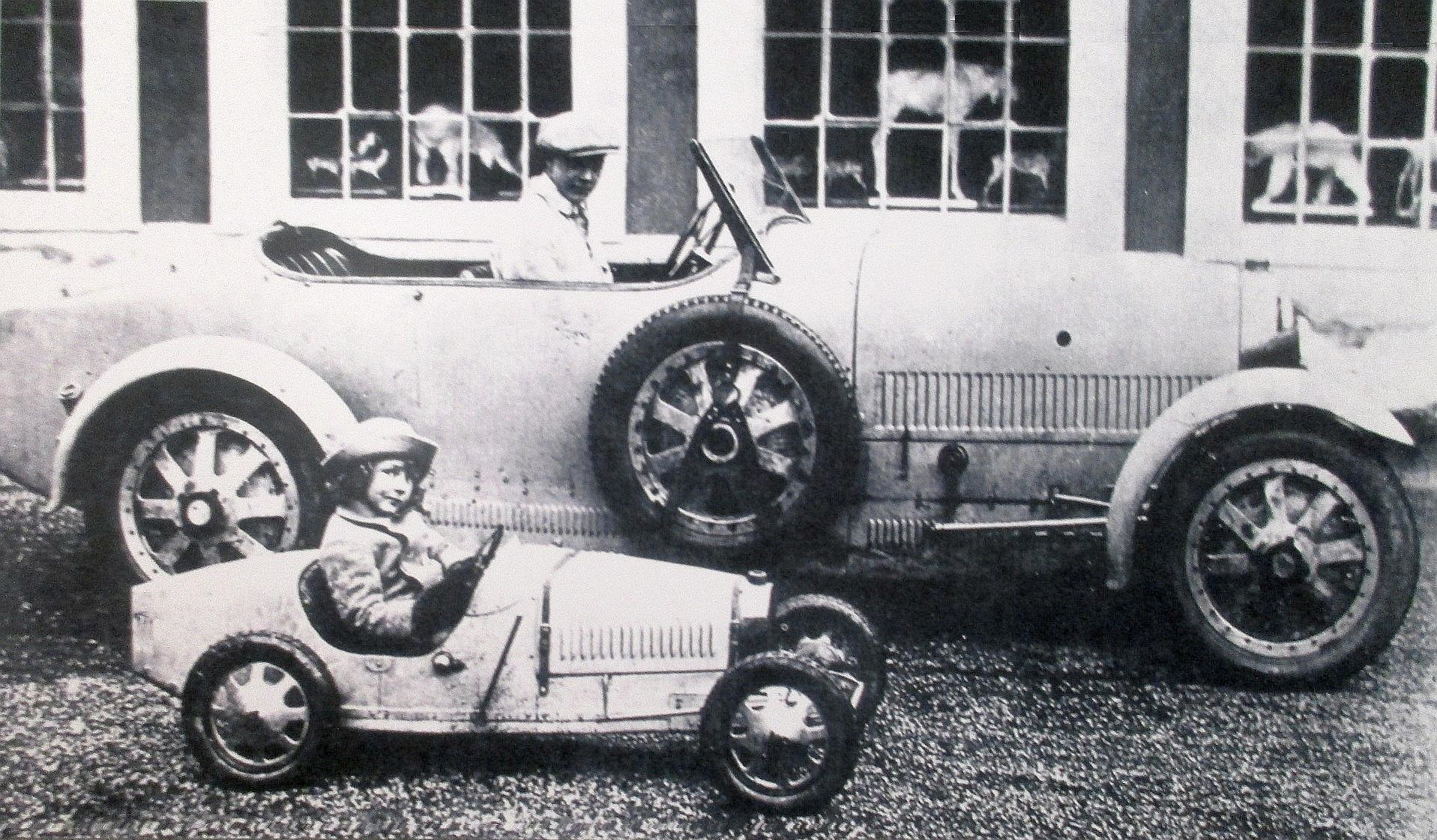
Rolando Bugatti bambino su una Bugatti Tipo 52 e dietro Jean su una Bugatti Tipo 43

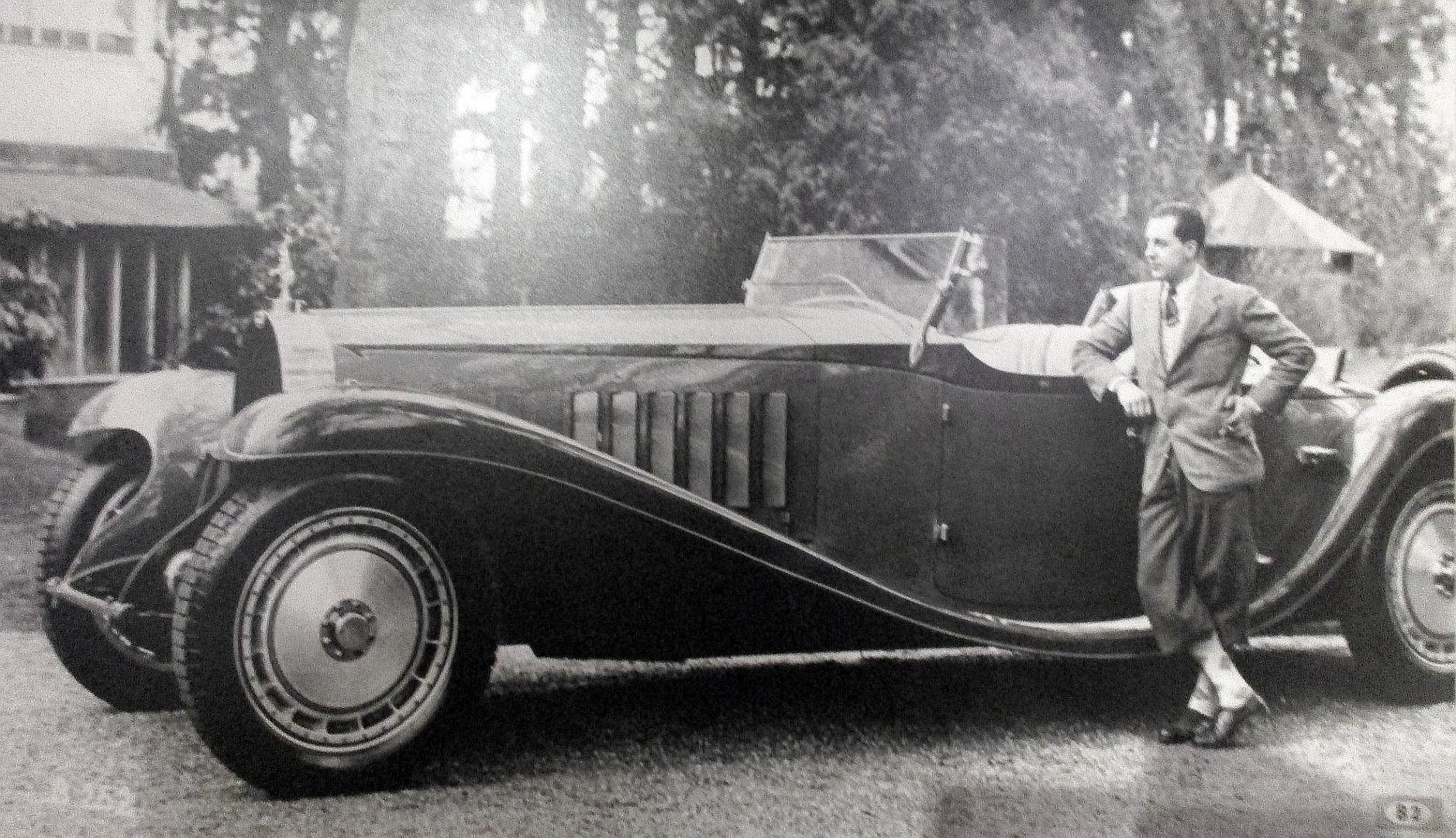
Jean Bugatti con la Bugatti Tipo 41 "Royale" (disegnata dallo stesso Jean) destinata al magnate della moda Armand Esders

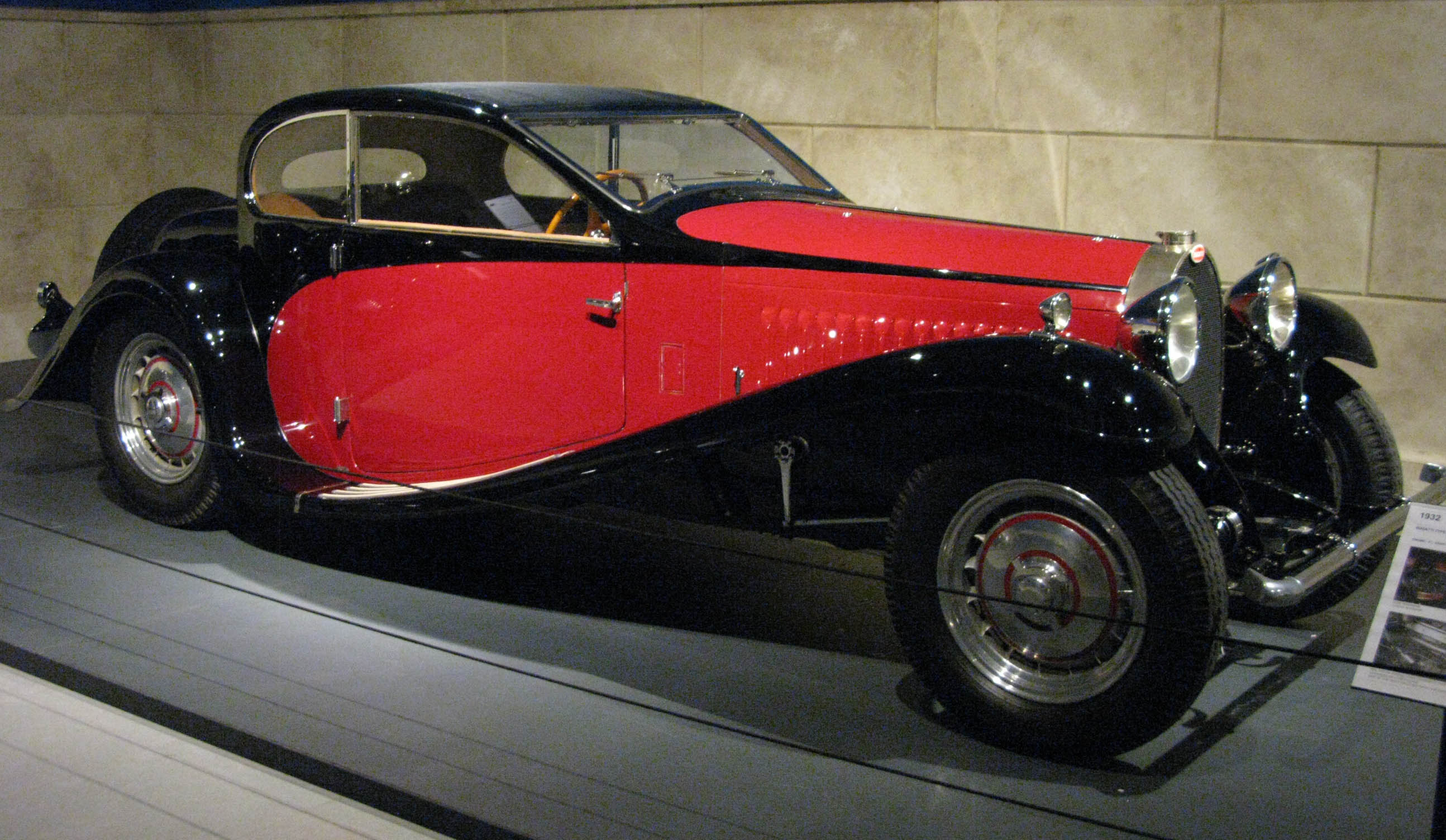
Una Tipo 50T, anch'essa opera di Jean Bugatti

Gianoberto Bugatti, meglio conosciuto con il soprannome di Jean, era figlio primogenito di Ettore e della sua prima moglie, Barbara Maria Giuseppina Mascherpa Bolzoni, e fratello di Rolando Bugatti. Il nome Gianoberto fu scelto da Ettore per omaggiare il conte Gian Oberto Gulinelli di Ferrara, che fu tra i primissimi finanziatori di Ettore Bugatti quando ancora giovanissimo lavorava ai primi prototipi di autovetture. Proprio nel 1909, il padre trasferì la famiglia a Dorlisheim e a fine anno gettò le basi della sua casa automobilistica nella cittadina di Molsheim.
Inevitabile quindi che il piccolo Jean Bugatti crescesse circondato dalle automobili, fra i progetti e le creazioni del padre e del suo staff.

### L'arrivo all'azienda di famiglia
Dopo gli studi in ingegneria, Jean cominciò con i primi passi nell'azienda di famiglia: arrivato a 18 anni, grazie alla guida del padre, conosceva già tutti i segreti delle auto costruite a Molsheim. Nel 1929 cominciò a seguire la progettazione e la messa a punto dei motori, nonché i collaudi su strada dei motori e delle vetture su cui venivano montati. Ma il vero talento di Jean Bugatti stava nel disegnare carrozzerie: fu infatti con lui che la casa di Molsheim prese una nuova direzione stilistica, passando dalle linee eleganti ed austere del padre Ettore a linee sempre molto eleganti, ma il cui fascino stava nelle forme sinuose che, man mano che ci si addentrava negli anni '30 del secolo scorso, divennero sempre più audaci, anche se non pochi dei facoltosi clienti Bugatti, preferivano comunque farsi "vestire" il telaio da carrozzieri esterni, com'era di moda all'epoca. I primi lavori di Jean Bugatti come designer si ebbero nel 1932: fu infatti proprio in quell'anno che il giovane Bugatti sviluppò per l'azienda paterna la Type 41 "Royale Esders". Sempre nel 1932, collauderà anche le automotrici equipaggiate con i motori Bugatti in esubero, inizialmente destinati ad equipaggiare le Royale mai prodotte. L'attività di designer di Jean Bugatti coinvolse anche le vetture da competizione : svilupperà infatti anche modelli come le "Tipo 51 e 59".
Nel 1936, a causa di uno sciopero, Ettore Bugatti, profondamente amareggiato, decise di trasferire la gestione dell'azienda a Jean.

### La prematura scomparsa
Jean morì a soli 30 anni in un grave incidente d'auto durante un giro di prova, come era d'uso fare. Per evitare un ciclista ubriaco uscì di strada su una Bugatti Tipo 57. A lui succederà il fratello Rolando Bugatti, che avrebbe poi venduto la società nel 1963.
Jean Bugatti è sepolto nel cimitero di Dorlisheim.

### Galleria fotografica
Di seguito una breve carrellata dei principali modelli disegnati da Jean Bugatti:
| Bugatti Tipo 41 Royale Roadster | Bugatti Tipo 55 | Bugatti Tipo 51 | Bugatti Tipo 46 | Bugatti Tipo 59 | Bugatti Aérolithe | Bugatti Tipo 57 S Atlantic |
| ------------------------------- | --------------- | --------------- | --------------- | --------------- | ----------------- | -------------------------- |
|                                 |                 |                 |                 |                 |                   |                            |
| 1932                            | 1932-35         | 1931-33         | 1929-36         | 1933-36         | 1935              | 1936                       |